# Helmut Kraus (Fußballspieler)
Helmut Kraus  (* 16. November 1938 in Hirschaid) ist ein ehemaliger deutscher Fußballspieler.

## Karriere
Bevor Kraus zu Eintracht Frankfurt wechselte, spielte er beim SV Buttenheim und beim 1. FC Schweinfurt 05. Für die Schweinfurter kam er von 1960 bis 1963 zu 82 Einsätzen und 21 Toren in der damals erstklassigen Fußball-Oberliga Süd. Der Angreifer debütierte am 28. August 1960 beim 1:1-Heimremis gegen den FSV Frankfurt neben Mittelstürmer Rolf Schweighöfer in der Oberliga Süd. Am Rundenende hatte der Mann aus Buttenheim 22 Oberligaspiele absolviert und dabei vier Tore erzielt. In seiner zweiten Oberligasaison, 1961/62, trug er mit seinen neun Toren – wie auch Rolf Kupfer – in allen 30 Punktspielen wesentlich zum Klassenerhalt der Schweinfurter auf dem 14. Platz bei. Auch im letzten erstklassigen Oberligajahr, 1962/63, fehlte der schnelle Angreifer in keinem Punktspiel – genau wie Torhüter Günter Bernard – und erzielte für das auf dem elften Rang landende Schweinfurt acht Tore. Zur Einführung der neuen Fußball-Bundesliga zur Saison 1963/64 wurde er von Eintracht Frankfurt verpflichtet.
Mit der Eintracht startete Kraus am 24. August 1963 mit dem Heimspiel gegen den 1. FC Kaiserslautern in die Fußball-Bundesliga. Er bildete dabei mit Richard Kreß, Horst Trimhold, Wilhelm Huberts und Lothar Schämer den Angriff der von Trainer Paul Oßwald trainierten Eintracht-Elf. Da auch noch die weiteren Stürmer Wolfgang Solz und Erwin Stein zur Riederwaldelf gehörten, kam Kraus über 15 Bundesligaspiele mit vier Toren in der ersten Bundesligasaison nicht hinaus. Punktgleich mit dem MSV Duisburg belegte Frankfurt den dritten Rang. Durch den DFB-Pokal 1963/64 erlebte er einen sportlichen Höhepunkt. Mit einem 3:1-Heimerfolg am 3. Juni 1964 gegen Hertha BSC spielte sich die Eintracht mit Rechtsaußen Helmut Kraus in das Finale des Wettbewerbs. Die von Trainer Max Merkel betreute Elf des TSV München 1860 setzte sich aber am 13. Juni 1964 in Stuttgart mit einem 2:0-Sieg im Endspiel durch. Mit den Adlerträgern nahm Kraus auch von 1964 bis 1969 an Messepokalspielen gegen den FC Kilmarnock, Drumcondra Dublin, Nottingham Forest, Wacker Innsbruck, Juventus Turin und Atletico Bilbao teil. Bei der Eintracht blieb er bis 1969, wobei er sieben Tore in 65 Bundesligaspielen und ein Tor in sechs Pokalspielen für die Eintracht schoss.
Dann zog es ihn zur Saison 1969/70 zurück zum 1. FC Schweinfurt 05 in die Regionalliga Süd. Unter Trainer Jenő Vincze kam er zu 35 Einsätzen und erzielte zwei Tore. Schweinfurt belegte den fünften Rang und Vincze hatte Kraus als rechter Verteidiger eingesetzt. Herausragend waren seine Duelle gegen den Linksaußen Erwin Kremers in den beiden Spielen (0:1/5:1) gegen den Meister, Bundesligaaufsteiger und DFB-Pokalsieger Kickers Offenbach. Vor Torhüter Manfred Kirsch bildete er mit Karl Metzger das Verteidigerpaar der Schweinfurter. Insgesamt bestritt er noch 90 Regionalligaspiele bis 1973 in denen er siebenmal ins Tor traf. Ab 1973 klang seine Karriere beim VfR Schweinfurt im Amateurlager aus.